# مارغريت إي. مارتن
مارغريت إي. مارتن (بالإنجليزية: Margaret E. Martin)‏ هي إحصائية واقتصادية أمريكية، ولدت في 6 مايو 1912، وتوفيت في 16 مايو 2012.